# アンディスカヴァード・ソウル
『アンディスカヴァード・ソウル』（Undiscovered Soul）はアメリカ合衆国のロックバンド“ボン・ジョヴィ”のギタリスト、リッチー・サンボラが1997/1998年に発売したソロ2枚目のスタジオ・アルバム。

## 概要
前作同様、本作でもリッチー本人がギターとボーカルを担当している。前作と比べると、ブルース的要素は薄れている。
日本盤ディスクは、世界に先駆けて先行発売された。
日本盤のみ、ボーナス・トラック1曲を加えた全13曲の仕様となっているほか、12トラックまでについても世界リリース盤とは曲順が一部異なり、またCDジャケットも仕様が変えてある。

## 曲目

### ジャパニーズ・ヴァージョン（1997.12.17リリース）
1. メイド・イン・アメリカ - Made In America
2. ハード・タイムス・カム・イージー - Hard Times Come Easy
3. フォーリン・フロム・グレースランド - Fallen From Graceland
4. ユアー・ノット・アローン - You're Not Alone
5. アンディスカヴァード・ソウル - Undiscovered Soul
6. イン・イット・フォー・ラヴ - In It For Love
7. イフ・ゴッド・ウォズ・ア・ウーマン - If God Was A Woman
8. オール・ザット・リアリー・マターズ - All The Really Matters
9. チェインド - Chained
10. ダウンサイド・オブ・ラヴ - Downside Of Love
11. ハーレム・レイン - Harlem Rain
12. フー・アイ・アム - Who I Am
13. オール・ザット・リアリー・マターズ（コレクターズ・ヴァージョン）- All The Really Matters (Collector's Version) ※

※日本盤のみのボーナス・トラック 

### ワールドワイド・ヴァージョン（1998.2.23リリース）
1. メイド・イン・アメリカ - Made In America
2. ハード・タイムス・カム・イージー - Hard Times Come Easy
3. フォーリン・フロム・グレースランド - Fallen From Graceland
4. イフ・ゴッド・ウォズ・ア・ウーマン - If God Was A Woman
5. オール・ザット・リアリー・マターズ - All The Really Matters
6. ユアー・ノット・アローン - You're Not Alone
7. イン・イット・フォー・ラヴ - In It For Love
8. チェインド - Chained
9. ハーレム・レイン - Harlem Rain
10. フー・アイ・アム - Who I Am
11. ダウンサイド・オブ・ラヴ - Downside Of Love
12. アンディスカヴァード・ソウル - Undiscovered Soul